# 斉藤哲也 (ミュージシャン)
斉藤 哲也（さいとう てつや、11月27日 - ）は、日本の音楽家である。北海道育ち。

## 経歴
YMO、クラフトワーク等に影響を受け、音楽活動を始める。自身のユニット『undercurrent』（アンダーカレント）で作品を発表。
キーボーディスト、ベーシスト、音楽プロデューサー、編曲家としてあがた森魚、坂本美雨、小泉今日子、山下久美子、櫛引彩香、るりなど多数のアーティストの楽曲やライブに参加。またテレビ朝日系ドラマ『R-17』劇中曲も手がける。
「たま」では柳原陽一郎が脱退した1996年以降にサポートメンバーとして参加。たま解散後も知久寿焼、石川浩司とは「パスカルズ」（現在は脱退）、滝本晃司とは「ジャンタルマンタル」として共に活動を続けている。
2001年にBIKKE（TOKYO No.1 SOUL SET）、高野寛と共に『Nathalie Wise』結成。
2004年には「UooB」を結成。2019年からは神田珠美とともに「さいたま」を結成して活動している。
これらのほか、栗コーダーカルテットの別名義グループである栗コーダーポップスオーケストラのメンバーでもある。

## ディスコグラフィ
いずれもundercurrent名義、アルバム。発売元はミディクリエイティブ。
- Abyss to Abyss (1999.06.01)
- Mother of the crew (2000.10.21)

このほか、斉藤哲也名義でも2枚のCDをリリースしている。